# نارسيسو كامبيرو
نارسيسو كامبيرو (بالإسبانية: Narciso Campero)‏ (و. 1813 – 1896 م) هو سياسي من بوليفيا . تولى منصب رئيس بوليفيا (1880–1884) .
توفي في سوكري .

## التعليم
تعلم في University of Saint Francis Xavier.
| المناصب السياسية | المناصب السياسية         | المناصب السياسية |
| ---------------- | ------------------------ | ---------------- |
| سبقه             | رئيس بوليفيا 1880 - 1884 | تبعه             |